# Ypthima parasakra
Ypthima parasakra is een vlinder uit de onderfamilie Satyrinae van de familie Nymphalidae. De wetenschappelijke naam van de soort is in 1987 voor het eerst geldig gepubliceerd door Eliot.